# Makoszyn
Makoszyn – wieś w Polsce, położona w województwie świętokrzyskim, w powiecie kieleckim, w gminie Bieliny.
W latach 1954–1959 wieś należała i była siedzibą władz gromady Makoszyn, po jej zniesieniu w gromadzie Belno. W latach 1975–1998 miejscowość administracyjnie należała do województwa kieleckiego.

## Integralne części wsi
| SIMC    | Nazwa      | Rodzaj    |
| ------- | ---------- | --------- |
| 0227904 | Boskowiny  | część wsi |
| 0227910 | Gościniec  | część wsi |
| 0227927 | Korycianka | część wsi |
| 0227933 | Łagiew     | część wsi |
| 0227956 | Podlesie   | część wsi |
| 0227940 | Pod Skały  | część wsi |
| 0227962 | Skały      | część wsi |
| 0227979 | Stara Wieś | część wsi |
| 0227985 | Stary Młyn | część wsi |

W Makoszynie znajduje się kościół pod wezwaniem św. Piotra i Pawła, a także cmentarz niedaleko Belna.
Przy drodze Kielce – Opatów – obok kościoła – rośnie ponad 400-letni Cis pospolity (Taxus baccata) – Pomnik Przyrody nr 87
w rejestrze Regionalnego Konserwatora Przyrody w Kielcach. Obwód pnia na wysokości 1,3–0,86 m. W odległości około jednego kilometra na południe od dolnego krańca wsi znajduje się rezerwat leśny „Zamczysko”, a w nim stanowisko archeologiczne w miejscu dawnego ośrodka kultu pogańskiego.
Przez miejscowość przepływa rzeka Nidzianka – dopływ Belnianki.

## Historia
W wieku XIX wieś należała do ekonomii Cisów.
Miała tu miejsce bitwa podczas powstania styczniowego. 15 grudnia 1863 roku jeden z drobnych oddziałków powstańczych Bosaka zaatakował jeden z oddziałów Ksawerego Osipowicza Czengierego (podczas powstania styczniowego sprawował funkcję moskiewskiego naczelnika wojennego powiatów: kieleckiego, opatowskiego i sandomierskiego). Poległo 8 powstańców, 12 dostało się do niewoli, a kilku było rannych.
Parafię pod wezwaniem św. Apostołów Piotra i Pawła erygował w 1934 r. bp Augustyn Łosiński, wydzielając ją z parafii Bieliny. Murowany kościół z kamienia wzniesiono w szybkim tempie, staraniem ks. proboszcza Piotra Barańskiego, wg projektu inż. Borowieckiego, a głównym wykonawcą była prywatna kielecka firma budowlana Edwarda Długosza. Już w 1936 r. poświęcił go bp Franciszek Sonik. Akt erekcyjny wydał ksiądz biskup Augustyn Łosiński w dniu 26 września 1938 roku. Kościół otrzymał wezwanie św. Piotra i Pawła oraz św. Augustyna – patrona fundatora. W czasie wojny świątynia została częściowo zniszczona, ale staraniem parafian i ówczesnego proboszcza ks. Zenona Liguzińskiego została odbudowana. W latach 1951–1968 proboszczem w Makoszynie był ks. Stanisław Kudelski. W 1955 roku spłonęła plebania, którą dzięki proboszczowi Kudelskiemu w ciągu dwóch lat odbudowano, a następnie w czerwcu 1957 roku została poświęcona przez księdza biskupa Czesława Kaczmarka. Ksiądz Kudelski powiększył też o 15 arów miejscowy cmentarz. Obecnie od 2005 roku wysiłkiem wiernych i ks. Romana Fodymskiego, obecnego proboszcza w Makoszynie trwają zabiegi wokół renowacji kościoła parafialnego.

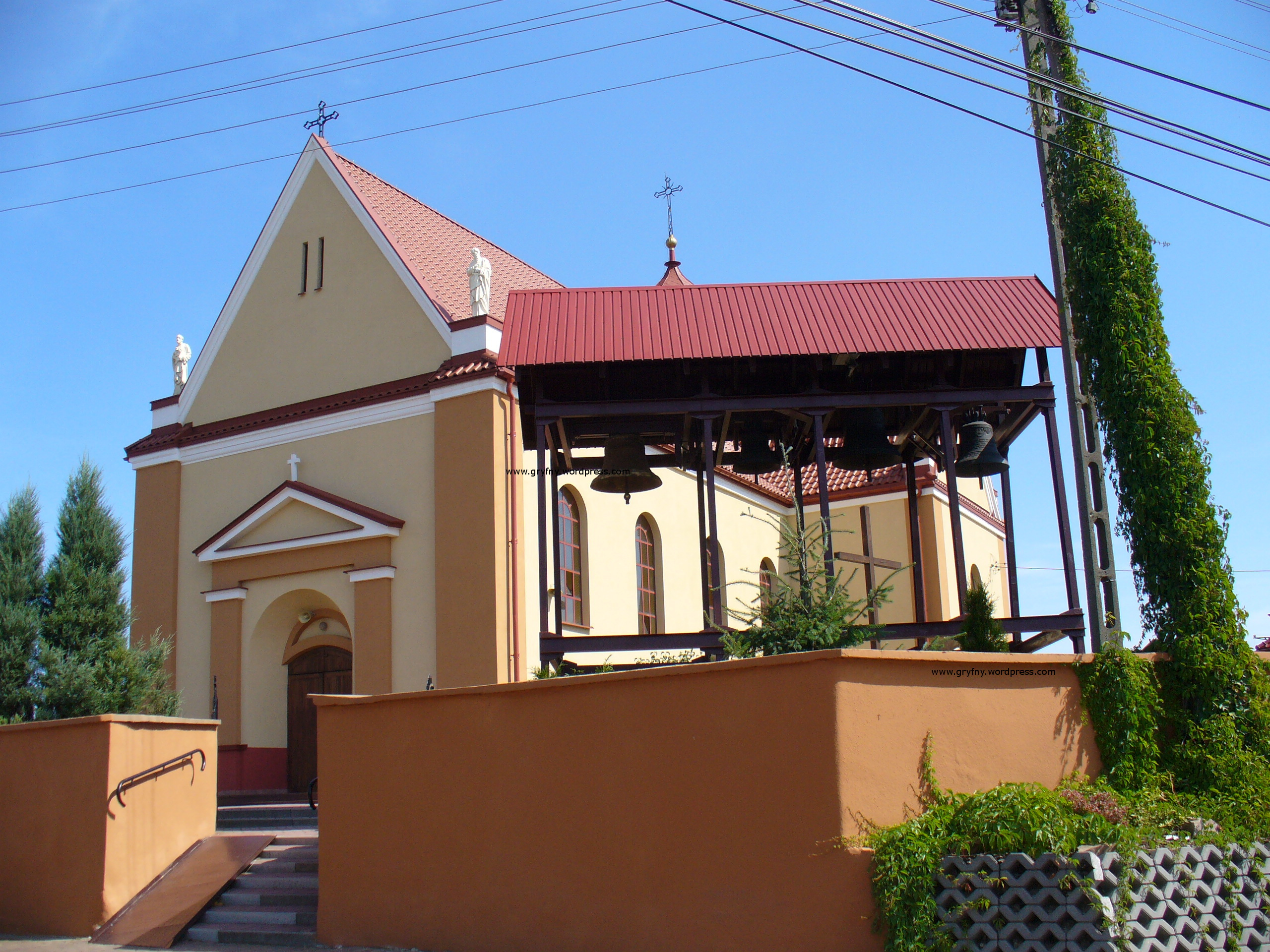
Parafia Świętych Apostołów Piotra i Pawła w Makoszynie

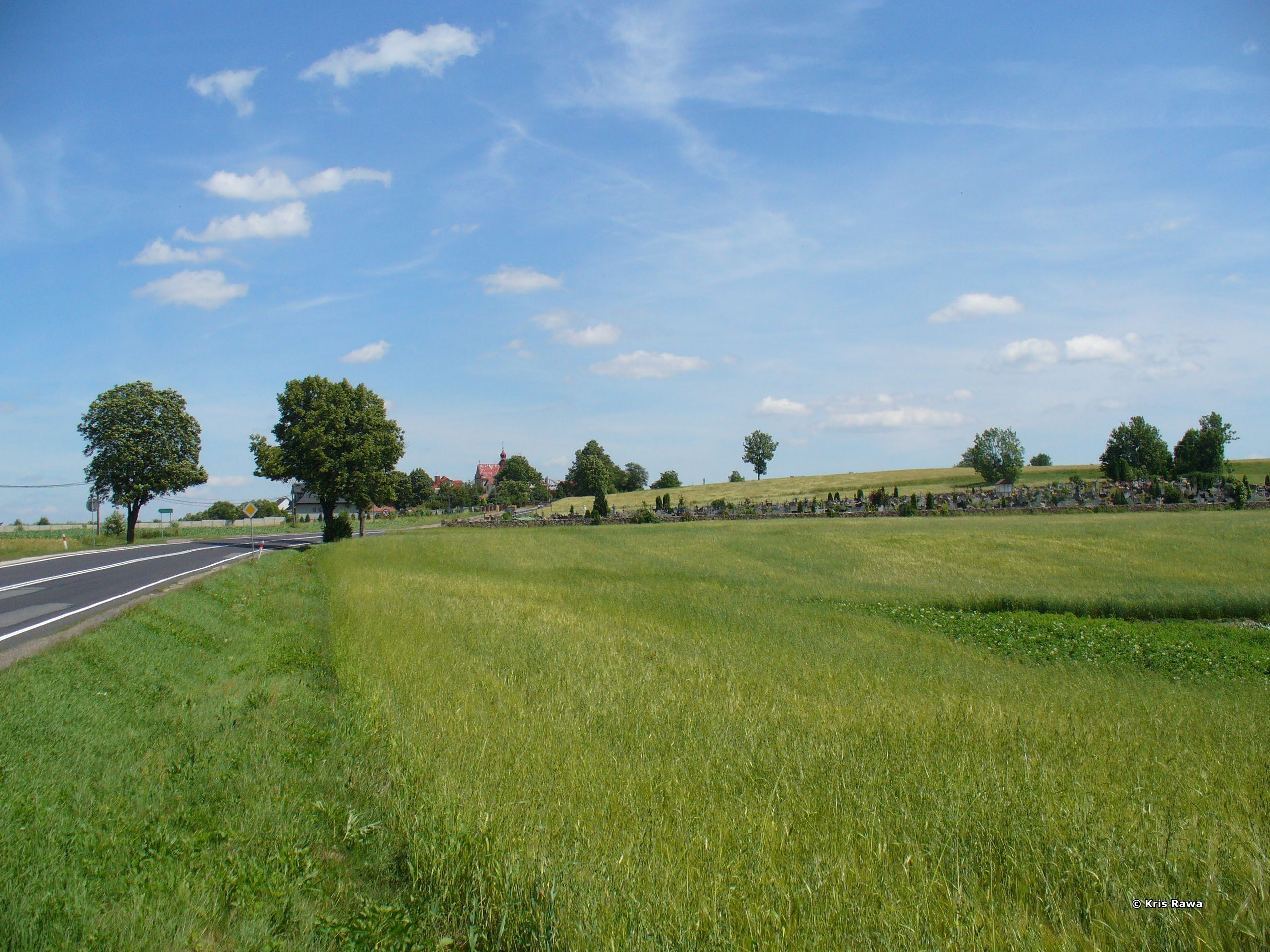
Widok z Belna na cmentarz parafialny w Makoszynie

## Zabytki
Jedynym zachowanym zabytkiem Makoszyna jest kaplica pod wezwaniem Matki Boskiej, zbudowana w I. połowie XIX stulecia, prawdopodobnie na miejscu wcześniejszej. Jest ona murowana, prostokątna w planie, nakryta dwuspadowym dachem – kiedyś gontowym obecnie pokrytym blachą. Fasadę zdobią wnęki „typu” barokowego, boczne ściany wzmacniają szkarpy „o charakterze neogotyckim”. Nad dachem góruje wieżyczka na sygnaturkę. Rola kaplicy bardzo zmalała, gdy 15 listopada roku 1936 uroczyście oddano do użytku kościół, zbudowany dzięki staraniom proboszcza, ks. Piotra Barańskiego.

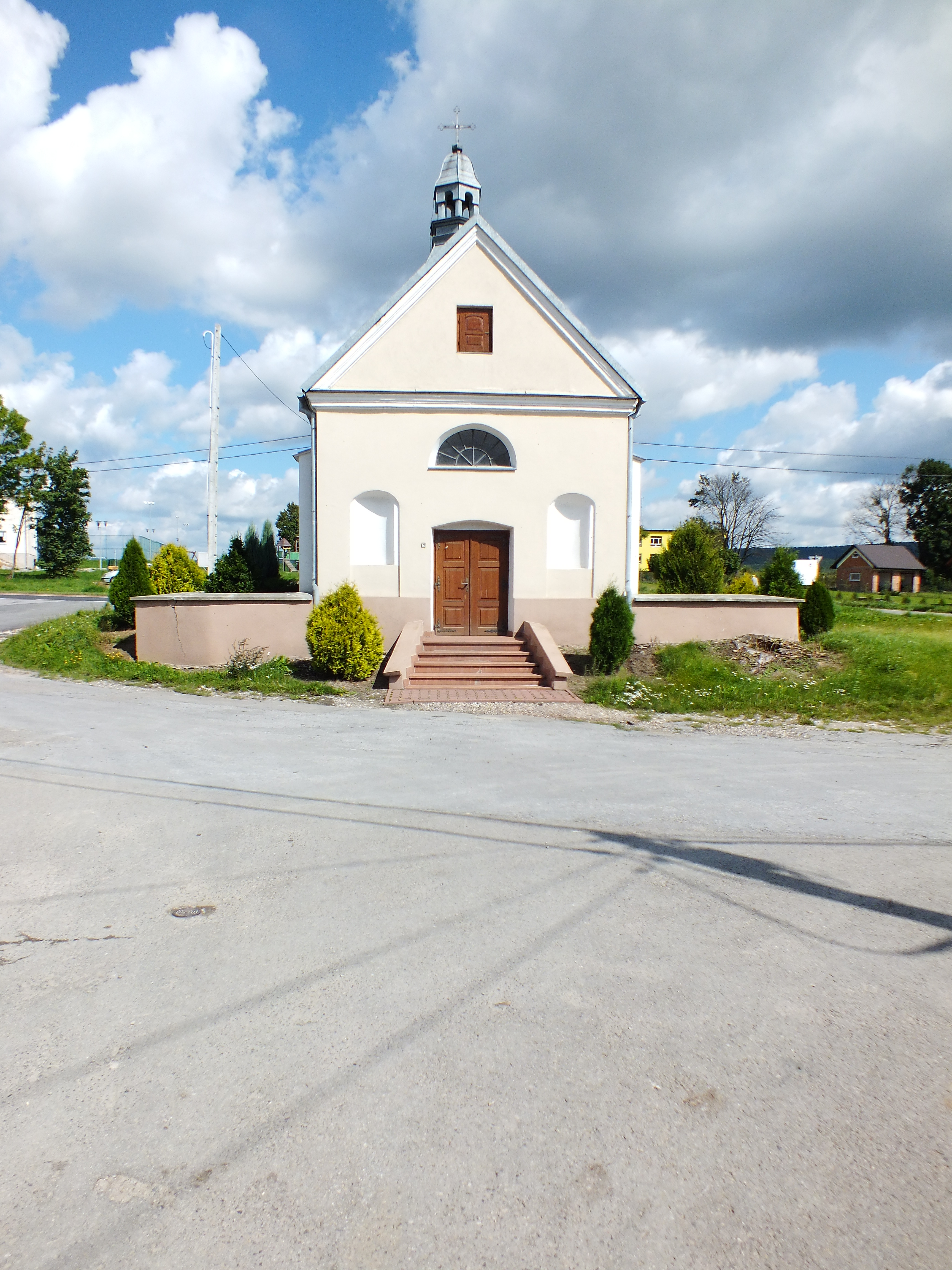
Widok zabytkowej kapliczki w Makoszynie od strony południowej

Kaplica została wpisana do rejestru zabytków nieruchomych (nr rej.: A.213 z 30.11.1956 i z 15.02.1967).

## Sport
W 1993 roku w Makoszynie powstał klub piłkarski „Nidzianka Makoszyn” który w 1995 zmienił nazwę na „Nidzianka Bieliny”. Obecnie drużyna seniorów występuje w IV lidze. Z tej miejscowości pochodzi komentator Canal+Sport Robert Skrzyński.